# Радован Милетић
Радован Милетић (Пожаревац, 12. јануар 1844 — 1919) био је пуковник и географ српске војске. Борио се 1885. у српско-бугарском рату, командујући тимочком дивизијом у чину пуковника под вођством Милојка Лешјанина. Такође је био министар Војске Србије у Министарству одбране од 11. фебруара 1891. до 7. маја 1891. године. Наследио га је Јован Прапорчетовић.

## Биографија
Рођен је 12. јануара 1844. године у Пожаревцу. Основне студије је завршио у високој школи, а затим Војну академију Универзитета одбране у Београду пре него што је наставио студије у Бечу, где је дипломирао на географском одсеку 1872. године.
Године 1880. Министарство привреде је основало комисију за оснивање Географског одељења у седишту Генералштаб Војске Србије под руководством штабног пуковника Радована Милетића који је извршио прво топографско снимање целе Краљевине Србије од 1881. до 1892. са тимом у саставу цариника Косте Стефановића, инжењера Мише Марковића и Светозара Зорића. Од 23. фебруара 1891. пуковник Радован Милетић и Андра Николић су изабрани за министре у кабинету Николе Пашића до 22. августа 1892.
Радован Милетић је у својој каријери био на дужностима начелника штаба, пуковника Генералштаба, начелника Географског одељења, начелника Генералштаба. Преминуо је 1919. године као пензионисани политичар и официр.